# Bob Burman
Robert R. Burman (23 de abril de 1884-8 de abril de 1916) fue un  piloto automovilístico estadounidense. Participó en las cinco primeras ediciones de las 500 Millas de Indianápolis desde 1911, y ese mismo año estableció un récord mundial de velocidad en Daytona. 

## Biografía
Burman nació en 1884 en Imlay City. Fue el ganador del Trofeo de la Carrera Prest-O-Lite en 1909. Compitió en la primera edición de las 500 Millas de  Indianápolis en 1911. Corriendo para el promotor de carreras Ernest Moross, Burman estableció récords mundiales en su automóvil de carreras Blitzen Benz de 200 caballos en la arena de la Playa de Daytona y en el Indianapolis Motor Speedway en 1911.
Falleció el 8 de abril de 1916 durante una carrera en Corona (California), cuando su coche Peugeot de cabina abierta se salió de la carretera y dio una serie de vueltas de campana. Tres espectadores también murieron y otros cinco resultaron gravemente heridos. Su muerte impulsó a sus amigos Barney Oldfield y Harry Arminius Miller a unir sus fuerzas para construir un automóvil de carreras que incorporaba una jaula antivuelco dentro de un compartimento aerodinámico que encerraba por completo al piloto. Se llamaba el Golden Submarine.

## Reconocimientos
Fue incluido en el Salón de la Fama Nacional de los Coches de Esprint en 2011.

## Resultados en las 500 millas de Indianápolis

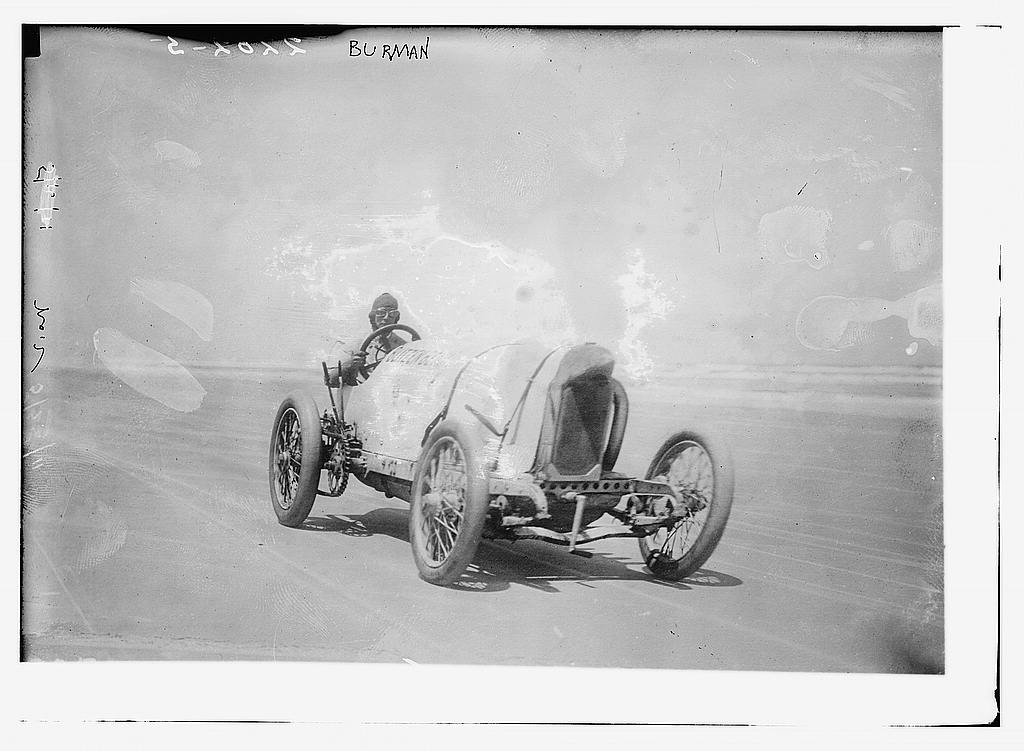
Bob Burman en el Blitzen Benz

| Año     | Automóviles | Salida  | Tiempo Clasif | Posición | Final   | Vueltas | Líder | Resultado    |
| ------- | ----------- | ------- | ------------- | -------- | ------- | ------- | ----- | ------------ |
| 1911    | 45          | 39      | —             | —        | 19      | 126     | 0     | Meta         |
| 1912    | 15          | 12      | 84.110        | 7        | 12      | 157     | 0     | Accidente T2 |
| 1913    | 4           | 21      | 84.170        | 7        | 11      | 188     | 41    | Meta         |
| 1914    | 17          | 22      | 90.410        | 12       | 24      | 47      | 0     | Biela rota   |
| 1915    | 8           | 7       | 92.400        | 7        | 6       | 200     | 0     | Carrera      |
| Totales | Totales     | Totales | Totales       | Totales  | Totales | 718     | 41    |              |

| Salidas        | 5 |
| Líder salida   | 0 |
| Primera fila   | 0 |
| Victorias      | 0 |
| Cinco primeros | 0 |
| Diez primeros  | 1 |
| Retirado       | 2 |

## Imágenes
|  |  |  |  |